# 関口勇
関口 勇（せきぐち いさむ、1910年10月28日 - 未詳）は、北海道小樽市出身の元スキージャンプ、ノルディック複合、アルペンスキー選手。

## 来歴
旧制北海商業学校 → 札幌鉄道管理局 → 北海道帝国大学若労会
中学時代からジャンプの選手として知られ、卒業後はノルウェースキー連盟副会長のオラフ・ヘルセット中尉の指導を受けた。飛型の美しさには定評があり、日本で初めて本場北欧のジャンプを身につけた選手と言われる。1930年の第8回全日本スキー選手権大会ジャンプ競技で優勝。1932年レークプラシッドオリンピックの日本代表に選出されるが、大会直前に病気で途中帰国した。
その後ノルディック複合に転向し、1935年の全日本スキー選手権大会ノルディック複合で優勝、翌1936年ガルミッシュ・パルテンキルヘンオリンピックの代表に選出される。ノルディック複合個人では、29位の成績を残した。また、同オリンピックより採用された、アルペンスキー複合（滑降・回転）にも出場したが、後半の回転で失格した。
帰国後はアルペンスキーに転向し、1937年の全日本スキー選手権大会アルペンスキー競技では回転と複合で優勝する。同大会の長い歴史においても、ジャンプ・ノルディック複合・アルペンの3部門制覇は、関口しか成し得ていない空前の記録である。
戦後は、兵庫県宝塚市でゴルフ練習場を経営する傍ら、全日本スキー連盟の競技スキー技術指導員をつとめた。